# Assassinato de Jalil Andrabi
Jalil Andrabi foi um destacado advogado dos direitos humanos cachemir muçulmano e ativista pela independência de Caxemira associado com a Frente de Libertação de Jammu e Caxemira (JKLF). Jalil Andrabi foi supostamente morto pela paramilitar índia Rashtriya Rifles e renegados índios em março de 1996 quando ele tinha 42 anos.
O 8 de março do ano 1996, Andrabi foi detido na cidade de Srinagar pelo militar índio Avtar Singh, da 35ª unidade de Rashtriya Rifles do exército índio. Três semanas depois, o corpo de Jalil Andrabi foi achado flutuando no Rio Jhelum; uma autópsia demonstrou que tinha sido assassinado dias após ser prendido. Há um caso judicial pendente em um tribunal de Budgam contra Avtar Singh.

## O assassinato de Jalil Andrabi
O corpo de Jalil Andrabi foi encontrado na zona de Kursu Rajbagh de Srinagar, a orlas do Rio Jhelum, na manhã do 27 de março de 1996. Segundo relatórios dos jornais, o corpo encontrava-se dentro de uma carteira de arpillera. As testemunhas presenciais afirmaram que Andrabi foi detido ao redor das 18:00. do 8 de março por uma unidade do Rashtriya Rifle do exército que interceptou seu carro a uns centos de metros de seu lar em Srinagar. Avtar Singh, o agente supostamente culpável, fugiu da Índia e foi procurado pelo Estado pelo assassinato. O governo índio tinha emitido uma ordem de detenção e uma alerta ao Interpol sem sucesso.

## Suposta morte de Avtar Singh
O 9 de junho de 2012, Avtar Singh, de 47 anos, que então vivia em Selma, no estado de Califórnia, matou a sua mulher, Hervinder Kaur, de 36, a seu filho, Jay Singh, que tinha 3 anos, e a Kinwaljeet "Aryan" Singh, seu filho de 17 ademas de ferir gravemente a seu filho Kanwarpal "Chris" Singh, de 15 anos, com uma pistola. O assassino chamou à polícia para admitir seus crimes e após isto suicidou-se com sua arma. Kanwarpal, embora sobreviver o ataque, sofreu feridas críticas na cabeça. Retiraram-lhe o suporte vital no Centro Médico Regional Comunitário de Selma e morreu 5 dias depois. A fonte de onde vem esta informação não especifica se este Avtar Singh é o mesmo que supostamente assassinou Jalil Andrabi.